# Augustyn Pilch
Augustyn Pilch (ur. 29 listopada 1921 w Książnicach, zm. 2 lutego 1996) – polski rolnik, poseł na Sejm PRL IV kadencji.

## Życiorys
Syn Michała i Anieli  z domu Lech. Uzyskał wykształcenie podstawowe, prowadził własne gospodarstwo rolne. Założył kółko rolnicze w Łężkowicach, którego był przewodniczącym, ponadto pełnił funkcję sołtysa i członka prezydium gromadzkiej rady narodowej.  W 1965 uzyskał mandat posła na Sejm PRL w okręgu Kraków, w parlamencie pracował w Komisji Rolnictwa i Przemysłu Spożywczego.